# Метод кольца и шара

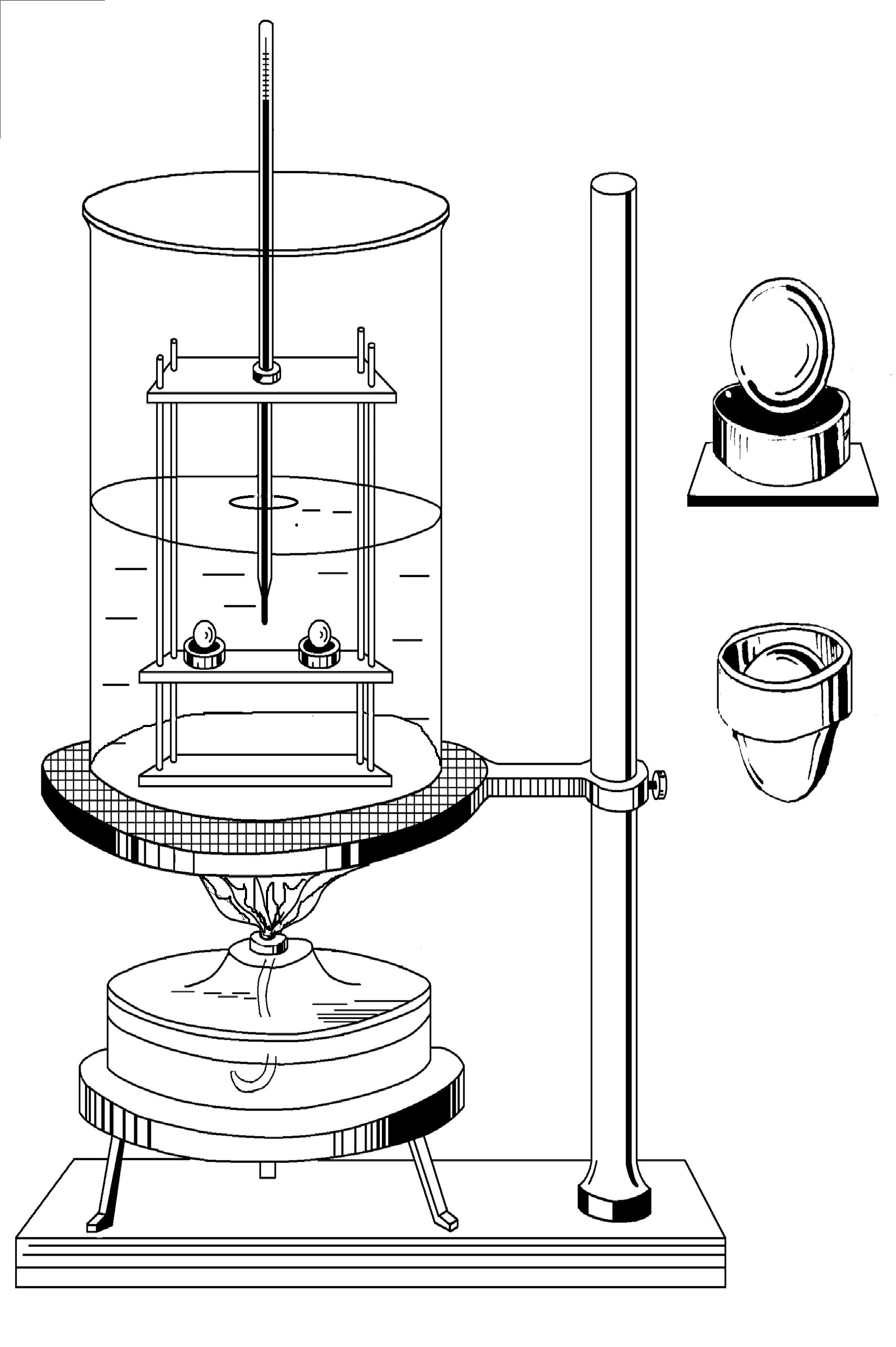
На платформе со штативом установлены (снизу вверх): спиртовая горелка, цилиндрическая колба с дистилятом воды. Внутри колбы: два опытных образца битума, заключённых в конусообразные металлические кольца, сверху нагруженные металлическими шариками; трёхполочный стеллажик с закрепленным термометром.

Метод «Кольца и Шара» («КиШ») — метод определения температуры размягчения нефтяных битумов по кольцу и шару. Сущность метода заключается в определении температуры, при которой битум, находящийся в кольце заданных размеров, в условиях испытания размягчается и, перемещаясь под действием стального шарика, касается нижней пластинки — в этот момент фиксируется температура размягчения. Метод является важным для определения физико-химических свойств марок битумов.